# 坎格拉縣

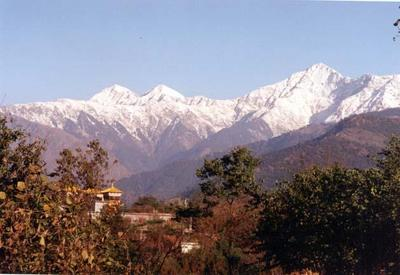
坎格拉縣

坎格拉縣（Kangra），又譯坎格拉區、甘格縣，是印度喜马偕尔邦的縣。為喜馬偕爾邦人口最稠密的地區，人口約130萬。土著居民為坎格拉人，語言坎格拉語，經濟以農業為主。首府達蘭薩拉鎮。

## 地理
该县位于喜马偕尔邦西部，喜马拉雅山脉山脚下。
当地冬季从12月中旬持续到次年2月中旬，期间温度为0—20℃之间。夏季从4月持续到6月，干燥炎热，期间温度为25—38℃

## 人口
坎格拉县人口1,510,075人。土著居民为坎格拉人，语言为坎格拉语。

## 历史
1846年，坎格拉县成为英属印度的一个地区。当时坎格拉地区是旁遮普省的一部分。1947年印度独立后，旁遮普省分属巴基斯坦与印度。该省西部包括坎格拉成为印度的旁遮普邦。1966年，归属喜马偕尔邦。

## 经济
坎格拉县经济以农业为主。

## 外部連結
- 縣政府官方網站（页面存档备份，存于）

32°06′N 76°16′E / 32.100°N 76.267°E